# 忘れそうだった
「忘れそうだった」（わすれそうだった）は、川本真琴のビデオ・クリップ集。

## 概要
1stアルバム『川本真琴』が発売された翌月の7月に発売された。
発売日の7月21日は、１stツアー川本真琴 LIVE 1997 「早退ツアー」のハイライトとなる、渋谷公会堂2days公演の前日に設定され、川本真琴の人気絶頂期の中のリリースとなった。
自身の初のビデオクリップ集であり、ヒットシングルの「愛の才能」、「DNA」、「1/2」３曲のプロモーションビデオの合間に、自転車に乗って町を走り抜ける映像が差し込まれている。
封入されている、ポスターサイズの歌詞カードには川本真琴自身のコメントと、プロモーションビデオ撮影時のオフショットなどが多数掲載されている。

## 収録曲
1. 愛の才能
2. DNA～ひまわり
3. 1/2～タイムマシーン

## ten.cut.plus. clips 1996-2001との関係
川本真琴のビデオクリップ集には、後に発売されたten.cut.plus. clips 1996-2001があるが、シングル曲3曲のプロモーションビデオは収録されているものの、他の映像は収録されていない。
「忘れそうだった」は、VHSのみのリリースであり現在は廃盤状態にある。この為、プロモーションビデオ以外の、おまけ映像はここでしか観る事が出来ない。